# Stéphan Bignet
Stéphan Bignet (Speyer, 29 juni 1971) is een Frans triatleet. Hij nam eenmaal deel aan de Olympische Spelen, maar won bij die gelegenheid geen medaille.
Bignet deed in 2000 mee aan de eerste triatlon op de Olympische Zomerspelen van Sydney. Daar behaalde hij een 31e plaats met een tijd van 1:51.12,15.
Naast triatleet is hij werkzaam als zwemtrainer. Hij is aangesloten bij de club Stade Poitevin.

## Titels
- Frans kampioen triatlon sprint - 1993
- Frans kampioen triatlon olympische afstand - 2000

## Palmares

### Triatlon
- 1995: 26e EK olympische afstand in Stockholm - 1:50.47
- 1996: 6e Europacup in Genève
- 1996: 5e Europacup in Geel
- 1996: 11e EK olympische afstand in Szombathely - 1:44.27
- 1997: 12e WK olympische afstand in Perth - 1:50.23
- 1999: 4e Frans kampioenschappen
- 1999: 32e WK olympische afstand in Montreal - 1:47.35
- 2000: 8e WK olympische afstand in Perth - 1:52.18
- 2000: 13e ITU wereldbekerwedstrijd in Lausanne
- 2000: 29e Olympische Spelen in Sydney - 1:51.12,15
- 2001:  ITU Sevilla
- 2001: 13e ITU wereldbekerwedstrijd in Rennes
- 2001: 9e ITU wereldbekerwedstrijd in Corner Brook
- 2001: 7e ITU wereldbekerwedstrijd in Tiszaujvaros
- 2001: 27e WK olympische afstand in Edmonton - 1:50.20
- 2002: 22e ITU wereldbekerwedstrijd in Funchal
- 2002: 10e ITU wereldbekerwedstrijd in Makuhari
- 2007:  Ironman 70.3 in Wiesbaden
- 2007: 6e WK Ironman 70.3 - 3:46.03
- 2008: 6e WK lange afstand in Almere - 5:50.34